# Cyrtopogon albibarbatus
Cyrtopogon albibarbatus là một loài ruồi trong họ Asilidae. Cyrtopogon albibarbatus được Lehr miêu tả năm 1998. Loài này phân bố ở vùng Cổ Bắc giới.